# أرئيل أرمستيد
أرئيل أرمستيد (بالإنجليزية: Arik Armstead) هو لاعب كرة قدم أمريكية أمريكي، ولد في 15 نوفمبر 1993 في ساكرامنتو في الولايات المتحدة.

## وصلات خارجية
- أرئيل أرمستيد على موقع كلية كرة السلة في سبورتس رفرنس.كوم (الإنجليزية)
- أرئيل أرمستيد على موقع ريلجم (الإنجليزية)
- أرئيل أرمستيد على موقع إي إس بي إن.كوم (أن.أف.أل)3
- أرئيل أرمستيد على موقع مرجع كرة القدم المحترفة.كوم (الإنجليزية)
- أرئيل أرمستيد على موقع كلية كرة القدم في سبورتس رفرنس.كوم (الإنجليزية)